# Star Wars: The Bad Batch
Star Wars: The Bad Batch è una serie animata statunitense realizzata in computer grafica, creata da Dave Filoni e prodotta dalla Lucasfilm Animation. La serie fa parte dell'universo fantascientifico di Guerre stellari, ed è sia un seguito che uno spin-off di Star Wars: The Clone Wars, serie animata della quale Dave Filoni è stato il supervisore dell'animazione.
La serie è ambientata dopo gli eventi della settima e ultima stagione di The Clone Wars e del film La vendetta dei Sith, e segue le vicende della Clone Force 99 ("Bad Batch"), un gruppo di cloni geneticamente modificati che si ritrovano in una galassia stravolta dopo la fine delle guerre dei cloni.
Annunciata nel luglio 2020, il primo episodio della serie (che ha una durata eccezionale di 75 minuti) è stato reso disponibile su Disney+ il 4 maggio 2021, lo Star Wars Day.
Ha ricevuto recensioni positive dalla critica. Una seconda stagione, anch'essa composta da 16 episodi, è stata pubblicata dal 4 gennaio al 29 marzo 2023.
Nel 2024 viene confermata una terza ed ultima stagione della serie.

## Trama
La Clone Force 99 risponde alla richiesta di rinforzi di Caleb Dume, Padawan del Generale Depa Billaba, bloccata durante uno scontro contro le forze separatiste che non volge a suo favore sul pianeta innevato Kaller. La Clone Force 99 utilizzando metodi non convenzionali, riesce a respingere i droidi dei Separatisti salvando l'unità del generale Jedi. L'emanazione dell'Ordine 66 però stravolge il fronte, portando il caos nella galassia in seguito all'eliminazione di quasi tutti i Jedi. Questo evento confonde i membri della squadra che non essendo condizionati dai chip inibitori, al contrario degli altri soldati, non eseguono l'ordine. Con la fine delle ostilità che segue l'Ordine 66 la Clone Force 99 fa ritorno sul pianeta natale Kamino dove ha sede l'impianto di clonazione di Tipoca City. Giunti nella cittadella l'intera squadra inizia a rendersi conto del cambiamento politico messo in atto dal Cancelliere Supremo Palpatine. Durante la breve permanenza nell'impianto di Tipoca City la Clone Force 99 viene avvicinata da una bambina di nome Omega, facente parte del personale medico della struttura, che è particolarmente interessata a conoscere di persona i membri della squadra. Con l’arrivo di Echo inizia un declino dei rapporti interpersonali fra i membri della squadra che conduce una parte di essa ad una fuga nell'Orlo Esterno.

## Episodi
| Stagione         | Episodi | Pubblicazione |
| ---------------- | ------- | ------------- |
| Prima stagione   | 16      | 2021          |
| Seconda stagione | 16      | 2023          |
| Terza stagione   | 15      | 2024          |

## Personaggi e doppiatori

### Personaggi principali
- Clone Force 99, meglio nota come Bad Batch (stagione 1-3), doppiata in originale da Dee Bradley Baker,[2] in italiano da Alessandro Ballico.
È Composta da:
  - Hunter: è un clone geneticamente modificato, avente il grado militare di Sergente e leader della Clone Force 99. Ha tratti genetici potenziati che ne migliorano i sensi, rendendolo un esperto in ricognizione ed acquisizione obbiettivi.
  - Echo: è un clone "Reg" che ha subito pesanti interventi durante un periodo di prigionia separatista, ultimo arrivato della Clone Force 99. In precedenza, aveva fatto parte della squadra Domino, del 501º battaglione della Repubblica Galattica e, in seguito alla sua presunta morte durante un eroico sacrificio, era stato recuperato dai Separatisti che, sostituitegli le parti del corpo perse con innesti cibernetici, lo avevano trasformato in un autentico Cyborg in grado di elaborare un algoritmo con cui hanno più volte sconfitto la Repubblica. Il numero seriale di Echo è CT-1409.
  - Tech è un clone geneticamente modificato, membro della Clone Force 99. È un ingegnere esperto in elettronica e decriptazione. Pilota della squadra. Ha l'abitudine di fornire costantemente dettagli e curiosità durante le missioni.
  - Wrecker è un clone geneticamente modificato, dall'aspetto possente e dotato di una forza straordinaria (ma di capacità intellettive inferiori). È esperto in esplosivi.
  - Crosshair è un clone geneticamente modificato. È il taciturno ma esperto cecchino della squadra. La sua mutazione non è tale da renderlo immune agli effetti condizionanti del chip inibitore pertanto risulta maggiormente spietato e incline ad eseguire gli ordini, suscitando l’interesse di Grand Moff Tarkin. Egli ordina una operazione di ricondizionamento del chip in modo tale da potenziarne l'obbedienza. Privato del proprio libero arbitrio, Crosshair in seguito ad una imboscata ai suoi vecchi compagni viene abbandonato su Kamino ed entra al servizio dell'Impero, con il rango di comandante. Successivamente, lui e Hunter hanno modo di affrontarsi nuovamente e Crosshair rivela di aver rimosso il proprio chip, pertanto la sua decisione di seguire l'Impero sono state intenzionali. Crosshair è l'unico membro originale della Clone Force 99 di cui viene svelato il numero seriale CT-9904. Il Clone inizierà ad avere dei dubbi sull'impero dopo essere finito a lavorare con il brutale dottor Nolan, che usa i cloni come bestie da macello.
- Omega (stagione 1-3), doppiata in originale da Michelle Ang, in italiano da Tiziana Martello.
È una bambina clone che lavora come assistente medica di Nala Se su Kamino. Anche lei è geneticamente modificata da modelli di cloni standard e quindi sente una sorta di affinità con la Clone Force 99.[4] In seguito, viene svelato che la sua unicità consiste nel non aver subito alcuna alterazione: come Boba, Omega è un'esatta copia genetica della matrice originale, Jango Fett.

### Personaggi ricorrenti
- AZI-3 (stagione 1-3), doppiato in originale da Benjamin Diskin, in italiano da Gabriele Linari.
Droide medico che opera su Kamino alle dipendenze di Lama Su e Nala Se, amico di Omega.
- Lama Su (stagione 1-2), doppiato in originale da Bob Bergen, in italiano da Paolo Maria Scalondro.
È un kaminoano, primo ministro su Kamino.
- Nala Se (stagione 1-3), doppiata in originale da Gwendoline Yeo, in italiano da Mirta Pepe.
È una scienziata kaminoana incaricata della supervisione al processo di clonazione. Ella è molto affezionata alla sua assistente personale Omega e sarà decisiva nella fuga della Bad Batch da Kamino.
- Vice Ammiraglio Rampart (stagione 1-3), doppiato in originale da Noshir Dalal, in italiano da Alessandro Rigotti.
Ufficiale imperiale sottoposto di Tarkin, è l'ideatore del codice a catena (documento d'identità imperiale), della squadra speciale "Artiglio Guerriero" con a capo Chrosshair e del reclutamento dell'esercito imperiale.
- ES-04 (stagione 1), doppiata in originale da Dahéli Hall.
Un soldato della squadra d'élite imperiale.
- Cid (stagione 1-2), voce originale di Rhea Perlman, italiana di Anna Cugini.
Ex informatrice trandoshana dei Jedi su Ord Mantell (dove gestisce un bar) durante le guerre dei cloni. Dopo aver rivelato ad Hunter l'identità di Fennec Shand comincerà ad assegnare alla Clone Force 99 varie missioni di contrabbando.
- Bolo (stagione 1-2), voce originale di Liam O'Brien.
Un cliente ithoriano del bar di Cid.
- Ketch (stagione 1-2), voce originale di Sam Riegel.
Un cliente Weequay abituale del bar di Cid.
- ES-02 (stagione 1), doppiata in originale da Tina Huang.
Un soldato della squadra d'élite imperiale.
- ES-03 (stagione 1), doppiato in originale da Ness Bautista.
Un soldato della squadra d'élite imperiale.

### Guest star

#### Introdotti nella prima stagione
- Depa Billaba (stagione 1), doppiata in originale da Archie Panjabi,[N 1] in italiano da Sara Ferranti.
È una Maestra Jedi a capo di una guarnigione di cloni su Kaller, durante una delle battaglie finali delle guerre dei cloni. È stata la maestra Jedi di Caleb Dume.
- Droidi da battaglia e Bib Fortuna, doppiati in originale da Matthew Wood.
- Caleb Dume (stagione 1), doppiato in originale da Freddie Prinze Jr.,[N 2] in italiano da Manuel Meli.
È il Padawan di Depa Billaba, insieme alla quale ha combattuto una delle ultime battaglie delle guerre dei cloni su Kaller.
- Imperatore Palpatine (stagione 1-3), doppiato in originale da Ian McDiarmid,[N 3] in italiano da Gianni Giuliano.
È l'Imperatore del primo Impero Galattico, instaurato da lui stesso alla fine delle guerre dei cloni e Oscuro Signore dei Sith.
- Saw Gerrera (stagione 1-2), doppiato in originale da Andrew Kishino, in italiano da Paolo De Santis.
Leader dei combattenti della libertà su Onderon, una delle cellule antesignane dell'Alleanza Ribelle.[7]
- Governatore Tarkin (stagione 1-3), doppiato in originale da Stephen Stanton[N 4], in italiano da Oliviero Dinelli.
È un ufficiale di alto rango nel neonato Impero, inviato su Kamino al fine di procedere alla valutazione dell’efficienza dei cloni.[2][8]
- Shaeeah Lawquane (stagione 1), doppiata in originale da Nika Futterman, in italiano da Chiara Fabiano.
La figlia di Cut Lawquane e sua moglie Suu.
- Jek Lawquane (stagione 1, doppiato in originale da Kath Soucie.
Il figlio di Cut Lawquane e sua moglie Suu.
- Cut Lawquane (stagione 1), doppiato in originale da Dee Bradley Baker, in italiano da Alessandro Ballico.
Un clone disertore.
- Suu Lawquane (stagione 1), doppiata in originale da Cara Pifko, in italiano da Gemma Donati.
La moglie di Cut Lawquane.
- ES-01 (stagione 1), doppiato in originale da Emilio Garcia-Sanchez.
Un soldato della squadra d'élite imperiale.
- Fennec Shand (stagione 1, 3), doppiata in originale da Ming-Na Wen, in italiano da Laura Lenghi.
È una mercenaria ed esperta tiratrice, ingaggiata per trovare Omega.[9]
- Trace Martez (stagione 1), doppiata in originale da Brigitte Kali, in italiano da Sara Vitagliano.
Un'ex contrabbandiera diventata combattente per la libertà e sorella minore di Rafa.
- Rafa Martez (stagione 1), doppiata in originale da Elizabeth Rodriguez, in italiano da Daniela Calò.
Un'ex contrabbandiera diventata combattente per la libertà e sorella maggiore di Trace.
- Cad Bane (stagione 1, 3), doppiato in originale da Corey Burton,[N 5] in italiano da Pasquale Anselmo (st. 1) e Francesco Meoni (st. 3).
È un cacciatore freddo, crudele, spietato, senza scrupoli e pronto a tutto pur di essere pagato per il suo lavoro, difatti è incaricato di prendere Omega. Indossa sempre un grosso cappello ed è accompagnato da Todo 360, un droide del servizio tecnico.
- Todo 360 (stagione 1, 3), doppiato in originale da Seth Green, in italiano da Patrizio Anselmo (st. 1) e Patrizio Cigliano (st. 3).
Un droide di servizio di proprietà di Bane.
- Taun We (stagione 1), doppiata in originale da Rena Owen.
Aiutante di Lama Su.
- Avi Singh (stagione 1, 3), doppiato in originale da Alexander Siddig, in italiano da Roberto Fidecaro.
Senatore dell'ex pianeta separatista di Raxus Secundus.
- GS-8 (stagione 1), doppiata in originale da Sian Clifford, in italiano da Mariagrazia Cerullo.
Il droide protocollare di Avi Singh.
- Capitano Bragg (stagione 1-2), doppiata in originale da Shelby Young[N 6], in italiano da Martina Felli.
Un ufficiale imperiale su Raxus Secundus.
- Hera Syndulla (stagione 1), doppiata in originale da Vanessa Marshall, in italiano da Arianna Vignoli.
È una twi'lek del pianeta Ryloth, con il sogno di diventare una pilota e una combattente per la libertà, è la figlia di Cham Syndulla.
Nella versione originale Marshall (già doppiatrice della versione adulta del personaggio in Star Wars Rebels) ha doppiato la giovane Hera con cadenza francese, in modo da adeguarne l'accento a quello degli altri twi'lek di Rylothian ascoltati da altri personaggi.[10]
- Cham Syndulla (stagione 1), doppiato in originale da Robin Atkin Downes, e in italiano da Giorgio Borghetti.
È un generale twi'ilek, leader dei combattenti per la libertà di Ryloth. È il padre di Hera Syndulla.
- Capitano Rex (stagione 1-3), voce originale di Dee Bradley Baker, italiana di Alessandro Ballico.
È un clone, ex capitano e comandante del 501º battaglione durante le guerre dei cloni. Alla fine della guerra, grazie ad Ahsoka Tano, gli è stato rimosso il chip ed è diventato parte della resistenza contro il neo-formato Impero.
- Gregor (stagione 1-3), voce originale di Dee Bradley Baker, italiana di Alessandro Ballico.
CC-5576-39, noto anche come "Gregor", un clone commando e capitano, fino a quando un atterraggio di fortuna sul pianeta Abafar, sotto controllo Separatista, non gli fece perdere la memoria. Alcuni droidi della Repubblica, tra cui il droide di Anakin Skywalker R2-D2, atterrati casualmente sul pianeta, lo aiutano a recuperare la memoria.
- Chopper (stagione 1).
Hera è accompagnata dal suo astro-mecca C1-10P,  soprannominato Chopper.
- Tom Kane funge da narratore all'inizio del primo episodio.

## Produzione

### Concezione
(Dave Filoni a proposito della serie)

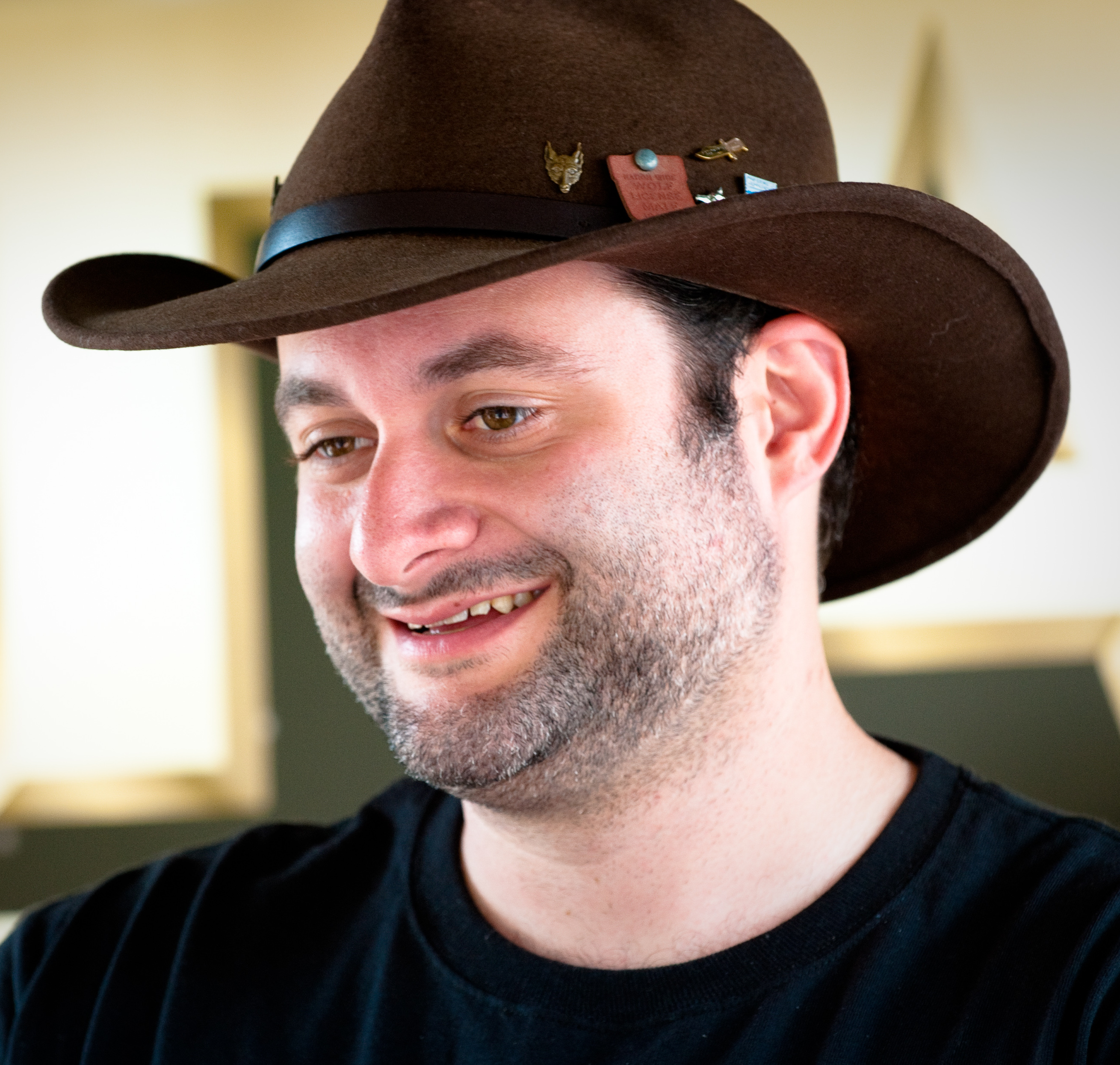
Dave Filoni, creatore e produttore esecutivo della serie

Il gruppo di cloni noto come "Bad Batch" nasce da un'idea di George Lucas durante la lavorazione di Star Wars: The Clone Wars, serie di cui è il creatore; Lucas voleva che ci fossero dei cloni più unici degli altri, ognuno con abilità speciali, ma non voleva che fossero supereroi. L'arco narrativo dedicato alla Bad Batch (programmato per esordire nella settima stagione della serie) entrò in produzione nel 2012, fin quando nel marzo 2013 The Clone Wars non venne bruscamente cancellata dalla The Walt Disney Company dopo 6 stagioni, lasciandola incompiuto assieme a molti altri archi narrativi.
Nel marzo 2014 vennero pubblicati da parte di Dave Filoni (supervisore dell'animazione di The Clone Wars) una serie di sketch tratti dagli episodi mai realizzati della serie, uno dei quali rappresentante il personaggio di Echo (futuro membro della Bad Batch) confermando così come il personaggio fosse ancora vivo (era stato dato per morto nella terza stagione di The Clone Wars). Due mesi più tardi (oltre ad essere ribadita la sopravvivenza di Echo) Brent Friedman viene rivelato essere il co-sceneggiatore dell'arco narrativo della Bad Batch ed i titoli dei primi due episodi sono The Bad Batch e A Distant Echo.
Il 9 aprile 2015 Lucasfilm annunciò la trasmissione dei quattro episodi saranno trasmessi in formato story reel durante la Star Wars Celebration ad Anaheim del 17 aprile. Pochi giorni dopo, il 29 aprile, l'arco della Bad Batch – ora inserito nel progetto The Clone Wars Legacy che raccoglie, in varie forme, gli archi narrativi della serie mai prodotti o completati – viene pubblicato sul sito di Star Wars. Solo nel febbraio 2020 l'arco narrativo è stato incluso, con animazione completata, nella settima e ultima stagione di The Clone Wars.

### Sviluppo
Star Wars: The Bad Batch venne ordinata nel luglio 2020 da Disney+ alla Lucasfilm Animation come serie animata spin-off della stagione finale di The Clone Wars, incentrata sul gruppo di cloni modificati omonimo. La serie vede come produttore esecutivo Dave Filoni insieme ad Athena Portillo, il supervisore all'animazione Brad Rau e la sceneggiatrice Jennifer Corbett, con Carrie Beck della Lucasfilm e Josh Rimes rispettivamente come produttore esecutivo e produttore.
Pochi mesi dopo l'annuncio di The Bad Batch, Dave Filoni ha descritto la serie come "molto simile a The Clone Wars", aggiungendo inoltre che sarebbe rimasta fedele alla visione di George Lucas per il modo di raccontare storie di avventure epiche ed emozionanti.
Nell'agosto 2021, prima dell'uscita della finale in due parti della prima stagione, la serie è stata ufficialmente rinnovata per una seconda stagione.

### Cast
Con l'uscita del primo trailer viene confermato il ritorno di Dee Bradley Baker come voce dei soldati clone all'interno della serie, dopo averla già prestata sempre ai cloni in The Clone Wars, compresi i membri della Bad Batch. Viene anche rivelato che la versione più giovane di Fennec Shand comparsa in The Mandalorian sarebbe apparsa nella serie e l'attrice Ming-Na Wen ha presto confermato che avrebbe ripreso il ruolo di Fennec in The Bad Batch.
In seguito alla pubblicazione dei primi due trailer di The Bad Batch, viene confermato che sia Stephen Stanton che Andrew Kishino hanno ripreso rispettivamente i ruoli del Gran Moff Tarkin e di Saw Gerrera. I due doppiatori avevano prestato la loro voce ai personaggi già ai tempi di The Clone Wars.

## Colonna sonora
Nel gennaio 2021 venne confermato alla colonna sonora Kevin Kiner, che aveva ricoperto lo stesso ruolo per The Clone Wars e Rebels. Il compositore statunitense è inoltre l'autore del tema musicale Bad Batch Theme scritto per l'ultima stagione di The Clone Wars, e ha descritto la sua colonna sonora per The Bad Batch come un'evoluzione rispetto alla precedente con un mix di elementi elettronici e orchestrali. Kiner è stato ispirato dalle colonne sonore de I cannoni di Navarone e Quella sporca dozzina, che presentano entrambi una banda di personaggi simili a quelli di The Bad Batch.

### Prima stagione
La colonna sonora di Kiner della prima stagione è stata pubblicata digitalmente da Walt Disney Records in due volumi, la colonna sonora dei primi otto episodi è stata pubblicata il 25 giugno 2021 e quella degli ultimi otto episodi il 20 agosto. Una traccia dell'album, intitolata Enter the Bad Batch, è stata pubblicata digitalmente come singolo il 13 maggio.

#### Stagione 1, Volume 1 (Episodi 1-8)
1. Logo (Star Wars: The Bad Batch) – 0:19
2. Omega's Theme – 2:58
3. Civil War About to Begin – 3:21
4. Onderon – 3:06
5. Battle Simulation – 4:46
6. Experimental Tactics – 2:34
7. Omega Warns Hunter – 2:34
8. Caleb at the Cliff – 3:01
9. End of the War – 3:17
10. Tension with Crosshair – 3:54
11. Disobeying Orders – 4:52
12. First Time in Space – 2:07
13. Nexu Attack – 1:57
14. Raising Kids – 3:31
15. Smuggled Themselves – 4:47
16. Ordo Moon Dragon – 4:24
17. First Elite Squad – 3:56
18. Financial Incentives – 3:23
19. Danger at the Market – 3:13
20. Pantora Chase – 3:13
21. Fennec Shand – 2:40
22. Zygerrian Camp – 3:22
23. Muchi Unchained – 2:58
24. Monster Challenge – 2:26
25. Decommissioned Factory – 4:25
26. Police Droids – 3:36
27. A Diversion – 3:31
28. Stranger at the Bar – 1:27
29. To Bracca – 2:32
30. Stay Above the Water Line – 3:02
31. Chip Disorders – 3:34
32. Bomb Disposal Training – 2:46
33. Incoming Vessels – 2:26
34. Fight in the Artillery Room – 2:44
35. Breakaway Plan – 3:50
36. The Bounty Hunter Is Back – 2:29
37. Cid's Jukebox Mix Vol. 1 – 4:48

#### Stagione 1, Volume 2 (Episodi 9-16)
1. Omega the Prisoner – 2:26
2. Bane vs Shand – 3:01
3. Weird Creatures – 2:45
4. Target Is Getting Away – 4:01
5. Raxus Under the Empire – 3:37
6. Move In – 3:42
7. Walker Chase – 3:52
8. Tension in Ryloth – 3:56
9. Different Perspectives – 2:10
10. Flying Is a Feeling – 2:50
11. Guilty of Treason – 3:59
12. Rampart Interrogates – 2:53
13. Hera's Plan – 4:33
14. Howzer's Sacrifice – 4:11
15. Farewell to Hera – 3:21
16. Roland Durand – 2:28
17. Mining Tunnels – 3:55
18. The Hives – 3:12
19. Retrieving the Spice – 4:17
20. Searching for Gregor – 4:35
21. Into the Base – 3:16
22. Hallway Fight – 2:06
23. Rescue Mission Escalates – 4:27
24. Secret Landing Pad – 3:53
25. Into the Labs – 2:12
26. Back to Tipoca City – 2:36
27. Weren't Loyal to Me – 3:11
28. Fire When Ready – 2:34
29. Standoff – 4:01
30. Collapse – 5:18
31. Underwater Tunnel – 3:25
32. Saberjowl Attack – 2:16
33. To the Surface – 4:00
34. Leaving Kamino – 2:50
35. Lama Su – 2:30
36. End Credits (Star Wars: The Bad Batch) – 0:44
37. Cid's Jukebox Mix Vol. 2 – 7:24
38. Roland's Jukebox Mix – 5:31

### Seconda stagione
La colonna sonora della seconda stagione è stata pubblicata digitalmente da Walt Disney Records in due volumi, la colonna sonora dei primi otto episodi è stata pubblicata il 17 febbraio 2023 e quella degli ultimi otto episodi il 7 aprile 2023.

#### Stagione 2, Volume 1 (Episodi 1-8)
1. Crabs Attack – 3:10
2. Container Ship – 2:23
3. Coup at Desix – 2:10
4. Mysterious Treasure – 3:30
5. Align the Symbols – 4:21
6. Phee and Dooku’s Treasure – 2:17
7. Stealth Mission – 4:23
8. Get Out of Sight – 2:44
9. Worth More Than Jewels – 2:55
10. Search and Retrieval – 2:53
11. Made the Right Choice – 4:13
12. Wilco – 1:59
13. Assaulting the City – 5:20
14. Droidekas and Commandos – 3:10
15. So Much for Peace – 2:19
16. Debriefed – 2:39
17. Millegi – 3:41
18. Tay-0 – 2:33
19. Need More Speed – 5:10
20. Watch Your Back – 1:56
21. Tunnel Trap – 3:37
22. Heart of the Mountain – 6:13
23. The Lone Wookiee – 4:39
24. Kashyyyk – 3:53
25. Trandoshans – 3:04
26. Gungi – 4:43
27. Mystery on Coruscant – 2:25
28. The Informant – 2:15
29. Senator in Danger – 3:38
30. The Operative – 1:59
31. No Representation – 3:54
32. Imperial Shipyard – 6:19
33. The Emperor's Play – 4:35
34. Where I Fit – 3:36
35. Cid's Jukebox Mix Vol. 3 – 1:35
36. Racing Mix – 2:55

#### Stagione 2, Volume 2 (Episodi 9-16)
1. Canyon Landing – 1:34
2. Mineral Extraction – 2:07
3. Lost in the Canyon – 3:11
4. Flooded Caves – 2:05
5. We're a Family – 4:08
6. Mokko – 5:01
7. Into the Underworld – 4:14
8. Revolt – 3:59
9. Many Like Us – 2:23
10. The Doctor – 3:51
11. Wreckage Located – 4:48
12. Zillo Beast – 4:34
13. Arc Troopers – 3:53
14. Outpost – 2:43
15. Pressure Mine – 3:53
16. Raiding the Base – 2:55
17. Mayday – 5:43
18. The Good Soldier – 1:44
19. Pabu – 4:45
20. Water is Receding – 3:17
21. Tsunami – 3:43
22. Chance to Start Over – 3:57
23. Recover the Prisoners – 4:34
24. Interrogation Begins – 3:34
25. Crosshair Sends Signal – 3:40
26. Flying Lessons – 1:54
27. Increase Injection Level – 3:29
28. The Summit – 2:15
29. Infiltration Plan – 3:24
30. Hemlock's Briefing – 3:41
31. Planting the Beacon – 4:00
32. Insurgents Compromised – 2:52
33. Frantic Escape – 2:33
34. This Is Going to Be a Problem – 1:48
35. Plan 99 – 3:48
36. The Sacrifice – 4:09
37. Standoff – 3:25
38. Don't Stop Searching – 4:28
39. Sisters – 2:45
40. Mokko's Cantina – 0:47
41. Scorpion Club Mix – 1:40

## Promozione
L'11 dicembre 2020, durante il Disney Investor Day, viene pubblicato il primo teaser trailer della serie. Jacob Oller di Syfy Wire ha ritenuto che il trailer facesse sembrare la serie una versione più ricca di azione di The Clone Wars e l'ha paragonata alla serie televisiva degli anni '80 A-Team.
Il 30 marzo 2021 vengono rivelati il poster e il trailer esteso. Pochi giorni prima dell'uscita del primo episodio della serie, i canali social di Star Wars e di Disney+ hanno pubblicato numerosi spot, poster dedicati ai singoli personaggi e video di presentazione della Bad Batch.
Prima della pubblicazione della serie, i personaggi della serie sono stati aggiunti anche al gioco mobile di ruolo Star Wars: Gli eroi della galassia come personaggi sbloccabili e giocabili.

## Distribuzione
Il primo episodio di Star Wars: The Bad Batch è stato pubblicato su Disney+ il 4 maggio 2021, giorno dello Star Wars Day, e ha una durata di 75 minuti. Il secondo episodio è uscito il 7 maggio 2021; a partire dal terzo episodio la cadenza è diventata settimanale. Il giorno precedente alla première della serie, la produttrice esecutiva Jennifer Corbett ha annunciato che The Bad Batch sarà composta da sedici episodi.
La seconda stagione sarà pubblicata a partire dal 4 gennaio 2023, con due episodi,  seguiti da uscite settimanali per il resto della stagione, anch'essa composta da 16 episodi, con il settimo e l'ottavo episodio in uscita insieme l'8 febbraio, e il quindicesimo e il sedicesimo episodio usciranno insieme il 29 marzo 2023, concludendo la stagione. In origine la pubblicazione della seconda stagione era prevista il 28 settembre 2022.

## Controversie
Subito dopo la messa in onda del primo episodio della serie, sono nate online critiche relative alla parziale rivisitazione delle dinamiche relative a come l'Ordine 66 viene affrontato dal personaggio di Caleb Dume (nome originale del Jedi Kanan Jarrus apparso in Star Wars Rebels) e dalla sua Maestra Depa Billaba. L'episodio era infatti già stato raccontato in maniera sensibilmente diversa nel canone attraverso il fumetto Star Wars: Kanan.
Dopo la visione della première di The Bad Batch, la Lucasfilm è stata accusata su Twitter di aver fatto whitewashing ad alcuni personaggi della serie animata; nello specifico, la critica riguarda l'aver schiarito il colore della pelle dei membri della Bad Batch e di Caleb Dume. Per evitare le critiche il team creativo della serie è intervenuto con alcuni accorgimenti sull'illuminazione dei volti.

## Accoglienza

### Critica
Tabella riepilogativa del gradimento della serie su Rotten Tomatoes e su Metacritic
| Stagione | Rotten Tomatoes     | Metacritic        |
| -------- | ------------------- | ----------------- |
| 1        | 86% (92 recensioni) | 67 (9 recensioni) |
| 2        | 87% (15 recensioni) | N.D.              |

Prima stagione
Su Rotten Tomatoes la stagione ha ricevuto una valutazione complessiva dell'86% con una media di 7.3 su 10, basata su 92 recensioni. Il consenso della critica recita: "L'avventura meravigliosamente animata di The Bad Batch potrebbe essere troppo pesante per gli spettatori occasionali, ma i fan si divertiranno ad immergersi più a fondo in questo vile cast di personaggi". Su Metacritic la stagione ha ottenuto un punteggio medio ponderato di 67 su 100 (recensioni generalmente favorevoli) basato su 9 recensioni.
Joel Keller di Decider ha definito la serie un "degno" spin-off di Star Wars: The Clone Wars e ha elogiato l'introduzione di Omega come protagonista femminile, scrivendo: "Star Wars: The Bad Batch dovrebbe soddisfare i fan di The Clone Wars e offrire ai fan completisti del franchise la possibilità di vedere cosa è successo proprio all'inizio dell'Impero". Joshua Rivera di Polygon ha dato una recensione positiva e ha dichiarato: "I prequel sono ricchi di potenziale tanto quanto la trilogia originale di Guerre stellari, e The Bad Batch, come The Clone Wars prima, è destinato a fare un lavoro lento e attento per far emergere quel potenziale". Wenlei Ma di news.com.au ha dato alla serie animata una recensione positiva e ha dichiarato: "The Bad Batch è erba gatta per i fan di Guerre stellari. È una serie animata di azione e di avventura da brividi, con personaggi simpatici che si trovano dalla parte giusta della guerra, blaster e una quantità sufficiente di informazioni e easter eggs per suscitare qualche strillo d'emozione".
Vincent Schilling di Indian Country Today ha dato 8,5 stelle su 10 e ha dichiarato: "Non sono un super fan delle serie animate di Guerre stellari, ma sono impressionato da questa, una squadra di scarti certificabili, ognuno con le proprie abilità, è una formula vincente per me, anzi eccellente". Jesse Schdeen di IGN ha dato alla primo episodio un voto di 8 su 10, affermando che la serie è "un degno successore di The Clone Wars, tanto che potrebbe essere facilmente ribattezzata come un'ottava stagione" e che "utilizza un punto in sospeso di quella serie per costruire una storia nuova di zecca basata sulla condizione dei cloni dopo la fine della guerra, ed è una storia che risuona immediatamente". Ha anche aggiunto che la serie "cattura molto di ciò che ha reso The Clone Wars così grande (incluso lo stile di animazione e il talento vocale di Baker), ma non sfugge del tutto ai difetti di quella serie". Julian Lytle di idobi ha dato alla serie 8 stelle su 10 e ha dichiarato: "The Bad Batch ha un'atmosfera familiare ma inizia anche un nuovo viaggio con nuovi personaggi in un'ambientazione fantastica. Non vedo l'ora di vedere cosa succede a questo gruppo nell'Impero". Marty Brown di Common Sense Media ha assegnato alla serie 4 stelle su 5 e una classificazione di età "10+", affermando: "Questa serie offre esattamente ciò che i fan si aspettano da una storia di Guerre stellari: costruzione del mondo, nuovi personaggi unici e grandi sequenze d'azione con un'allegoria morale al centro".
Jonathan Roberts di The New Paper ha dato alla serie 2,5 stelle su 5 e ha dichiarato: "The Bad Batch è bello per immedesimarsi, ma può essere una pessima abbuffata". Niv M. Sultan di Slant Magazine ha valutato la serie 1,5 stelle su 4 e ha affermato: "Il tentativo della serie di individualizzare i suoi protagonisti li riduce in gran parte ad archetipi prevedibili e banali".

### Pubblico
Secondo la piattaforma di monitoraggio per serie televisive e film TV Time di Whip Media, Star Wars: The Bad Batch è stata la nuova serie televisiva più attesa nel mese di maggio 2021, e la quarta serie televisiva più attesa nel mese di settembre 2022. Secondo Nielsen, Star Wars: The Bad Batch è stata la settima serie originale più trasmessa in streaming su tutte le piattaforme, nella settimana dal 3 maggio 2021 al 9 maggio 2021.

## Riconoscimenti
- 2022 – Motion Picture Sound Editors[66]
  - Candidatura per Miglior montaggio sonoro in una serie o cortometraggio d'animazione
- 2022 – Saturn Award[67]
  - Vinto - Miglior serie o film TV animato

Inoltre la prima stagione è una delle 200 serie televisive che hanno ricevuto il timbro The ReFrame Stamp per gli anni 2021 e 2022. Il timbro viene assegnato dalla coalizione per l'equità di genere ReFrame e dal database di IMDbPro ai progetti cinematografici e televisivi che dimostrano di avere un'assunzione equilibrata dal punto di vista del genere; il timbro viene assegnato ai progetti che assumono persone di sesso femminile, in particolare donne di colore, in quattro degli otto ruoli chiave della loro produzione.